# Rhatha Phongam
Rhatha Phongam  (tiếng Thái: รฐา โพธิ์งาม, phiên âm: Rát-tha Bô-ngam, sinh ngày 19 tháng 5 năm 1983) còn có biệt danh là Ying (tiếng Thái: หญิง), là một nữ diễn viên và ca sĩ người Thái Lan. Cô từng tham gia trong phim Only God Forgives.
Ying tốt nghiệp Đại học Bangkok bằng Thạc sĩ Nghệ thuật cộng đồng.

## Sự nghiệp
Rhatha Phongam, sinh ngày 19 tháng 5 năm 1983 tại Bangkok, Thái Lan. Cô là một nữ diễn viên và ngôi sao nhạc pop người Thái Lan, với nghệ danh Yayaying (Ying).
Cô là con gái của diễn viên hài nổi tiếng Noi Phongam. Yayaying đã thu âm với một số tài năng hàng đầu của Thái Lan và phát hành album đầu tay của cô khi cô mới 16 tuổi. Cô cũng là một vũ công tuyệt vời, và đã học ballet từ khi cô mới chỉ 6 tuổi. Yayaying trở thành thành viên của một nhóm nhạc Thái Lan  thành lập năm 2002 có tên là 2002 Rahtree (2002 ราตรี) được thành lập bởi GMM Grammy. Nhóm bao gồm cô, 2 chị em người Thái gốc Hoa nhóm China Dolls (Bell và Hwahwa), Katreeya English và Jennifer Politanont.
Là một tài năng quốc tế thông thạo cả tiếng Thái và tiếng Anh, Yayaying đã được nhắm vào các sản phẩm kết hợp giữa Thái và Đức, nổi bật nhất là sản phẩm của đạo diễn Nicolas Winding Refn, "Only God Forgives", cùng với ngôi sao Hollywood Ryan Gosling. Yayaying Rhatha Phongam hiện đang quay bộ phim đầu tiên của Jan Dara dựa trên cuốn tiểu thuyết liên quan đến các vấn đề giới tính của Utsana Phleungtham với nội dung về sự ganh đua giữa một quý tộc người Thái và đứa con ngoài giá thú của ông. Bộ phim được đạo diễn ML Pantewanop Devakula phát hành vào tháng 9 năm 2012 tại Thái Lan.

## Danh sách phim

### Điện ảnh
| Năm  | Tựa                                | Vai                   | Ghi chú              | Đóng với                                                                                  |
| ---- | ---------------------------------- | --------------------- | -------------------- | ----------------------------------------------------------------------------------------- |
| 2012 | Jan Dara the Beginning             | Boonlueang            | Vai chính            | Mario Maurer                                                                              |
| 2012 | แฮปปีแฟมิลี (Happy Family)            |                       |                      |                                                                                           |
| 2013 | Tom Yum Goong 2                    | No. 20                |                      | Tony Jaa                                                                                  |
| 2013 | Angels                             | Roong                 |                      | Bongkoj Khongmalai                                                                        |
| 2013 | The Second Sight 3D                | Joom                  | Vai chính            | Nawat Kulrattanarak                                                                       |
| 2013 | Only God Forgives                  | Mai                   | Nhóm diễn viên chính | Ryan Gosling & Vithaya Pansringarm                                                        |
| 2013 | Jan Dara: The Finale               | Boonlueang            |                      | Mario Maurer                                                                              |
| 2014 | Maleficent                         | Lồng tiếng Maleficent |                      |                                                                                           |
| 2014 | Lupin III                          | Lồng tiếng Miss V     |                      |                                                                                           |
| 2016 | Mechanic: Resurrection             | Courier/Renee Tran    | Vai phụ              | Jason Statham, Jessica Alba                                                               |
| 2019 | SisterS                            | Ratri                 |                      | Nannaphas Loetnamchoetsakun, Chinnapat Kittichaiwarangkul, Wachirawit Ruangwiwat          |
|      | Wu Assassins: Fistful of Vengeance | Ku An Qi              |                      | Iko Uwais, Lewis Tan, Lawrence Kao, Juju Chan, Pearl Thusi, Francesca Torney, Jason Tobin |

### Truyền hình
| Television series | Television series                                                                              | Television series             | Television series | Television series | Television series | Television series         |
| ----------------- | ---------------------------------------------------------------------------------------------- | ----------------------------- | ----------------- | ----------------- | ----------------- | ------------------------- |
| Năm               | Phim                                                                                           | Vai                           | Đài               | Notes             | Notes             | Đóng với                  |
| 2004              | ฝากดินกลิ่นดาว Fak Din Klin Dao                                                                   | บัวไร                          | Channel 3         | Lead Role         | Thai              | Sarawut Martthong         |
| 2012              | Tomyum Lumsing ต้มยำลำซิ่ง Vũ khúc tình yêu                                                       | Fahsi                         | Channel 3         | Main Cast         | Thai              | None                      |
| 2012              | The Six Sense Seu Rak Sampad Haujai The Sixth Sense สื่อรักสัมผัสหัวใจ Giác quan thứ 6               | Mantra/Yo                     | Channel 3         | Guest             | Thai              | None                      |
| 2012              | แรงเงา Raeng Ngao Cái bóng                                                                     | Swairin                       | Channel 3         | Guest             | Thai              | None                      |
| 2013              | ดาวเกี้ยวเดือน Dao Kiew Deun Anh là trăng em là sao                                               | Onuma                         | Channel 3         | Main Cast         | Thai              | None                      |
| 2013              | ภาพอาถรรพ์ Pap Artan Bức tranh ma ám                                                            | Kade lad dar (Kade)           | Channel 5         | Main Cast         | Thai              | None                      |
| 2013              | คาราบาว เดอะซีรีส์ Carabao The Series                                                             | Nampetch                      | MCOT              | Guest             | Thai              | None                      |
| 2015              | เลือดมังกร Luead Mung Korn Series Thời đại anh hùng                                              | Yokmanie                      | Channel 3         | Supporting Role   | Thai              | Tanakorn Posayanon        |
| 2015              | สุดแค้นแสนรัก Sud Kaen Saen Ruk                                                                   | Suda                          | Channel 3         | Supporting Role   | Thai              | Pidsanu Nimsakul          |
| 2016              | กำไลมาศ Kam Lai Mas Chiếc vòng ma                                                              | Swita                         | Channel 3         | Main Cast         | Thai              | None                      |
| 2016              | เถียนมีมี่ รักเธอชั่วนิรันดร์ Thien Mi Mi Ruk Ther Chaw Ni Ran                                           | Thing Thing Sae Lim           | True4You          | Lead Role         | Thai              | Popetorn Soonthornyanakij |
| 2017              | ศรีอโยธยา Sri Yothaya                                                                           | Jao Jorm Rartree              | True4You          | Supporting Role   | Thai              | None                      |
| 2017              | ตะวันยอแสง Tawan Yor Saeng Ánh hoàng hôn rực rỡ                                                 | Phrim Prao                    | Channel 3         | Supporting Role   | Thai              | None                      |
| 2017              | Pranée Farang                                                                                  | Pranée                        | TV4               | Supporting Role   | Swedish           | None                      |
| 2018              | Club Friday The Series 9 รักที่ไม่มีจริง Club Friday The Series 9 Ruk Mai Mee Jing Tình yêu bay bổng | Mat                           | GMM 25            | Lead Role         | Thai              | Thana Suthikamorn         |
| 2018              | มีเพียงรัก Secret Moon Mee Piang Rak Chỉ có tình yêu                                              | Janerawee / "Jane"            | Channel 3         | Supporting Role   | Thai              | None                      |
| 2019              | ของขวัญเพื่อคนที่คุณเกลียด A Gift For Whom You Hate                                                   | Khru Kim                      | GMM 25            | Main Cast         | Thai              | Toni Rakkaen              |
| 2020              | ไฟสิ้นเชื้อ Fai Sin Chua Dục vọng tình yêu                                                         | Vichuda                       | GMM 25            | Lead Role         | Thai              | Krirkphol Masayavanich    |
| 2020              | คดีรักข้ามภพ Kadee Rak Kham Pop Vụ án tình yêu vượt thời gian                                     | Wathanin Saengsin (Som Maxmi) | One 31            | Guest Role        | Thai              | None                      |
|                   | Mommy Tee Ruk                                                                                  | Sarinta                       | Channel 3         | Supporting Role   | Thai              | Suriyon Aroonwattanakul   |
| 2022              | Khun Chai/To sir with love Mộng Hồ Điệp                                                        | Xiaothong                     | One 31            | Supporting Role   | Thai              | None                      |

### Sitcom
| Sitcom      | Sitcom                                                   | Sitcom | Sitcom       | Sitcom    | Sitcom                                 |
| ----------- | -------------------------------------------------------- | ------ | ------------ | --------- | -------------------------------------- |
| Năm         | Phim                                                     | Vai    | Đài          | Notes     | Đóng với                               |
| 1996        | Raberd Terd Terng                                        | Ying   | Channel 5    | Guest     |                                        |
| 2013        | My Melody 360 Ongsa Rak                                  | Rose   | Modernine TV | Main Cast |                                        |
| 2016 - 2021 | Suea Chani Keng / Seua Chanee Gayng: Freshy Bộ ba sở thú | Oil    | One31        | Leadrole  | Tanatat Chaiyaat & Pongsak Rattanapong |

### Vở diễn
| Plays | Plays                           | Plays          | Plays     |
| ----- | ------------------------------- | -------------- | --------- |
| Năm   | Vở                              | Vai            | Notes     |
| 2007  | Heaven and Sand The Musical     | Kaech chee ya  | Main Cast |
| 2012  | Mae Bia The Musical             | Mekhla         | Lead Role |
| 2015  | Wan Sal-a sode kub jode kao kao | พราว           | Lead Role |
| 2019  | มนุษย์                            | หญิง รฐา โพธิ์งาม |           |

## Danh sách album

### Album phòng thu
| Năm  | Tên                       |
| ---- | ------------------------- |
| 1998 | Yaya Ying                 |
| 2001 | Jeedd!                    |
| 2003 | Khor Thod Na Ka Khor Thod |

### Album đặc biệt
| Special Albums | Special Albums      | Special Albums                                                        | Special Albums |
| -------------- | ------------------- | --------------------------------------------------------------------- | -------------- |
| Năm            | Tựa                 | Với                                                                   |                |
| 2001           | Cheer Female        | None                                                                  |                |
| 2001           | 2002 Rah Tree       | Katreeya English, China Dolls and Jennifer Politanont                 |                |
| 2003           | Cover Girls         | Zaza, Suthapong Phongkul, 3G, Baby V.O.X, Jam, China Dolls            |                |
| 2004           | Wan Wan 1-2         | None                                                                  |                |
| 2004           | Cover Girls 2       | Zaza, Suthapong Phongkul, Mod 3G, Lisa Bubblegirl                     |                |
| 2005           | 2005 Tiwa Hula Hula | Katreeya English, China Dolls and Jennifer Politanont                 |                |
| 2006           | 2007 Show Girls     | Katreeya English China Dolls (except Hwa Hwa) and Jennifer Politanont |                |
| 2009           | Brazia              | China Dolls and Jennifer Politanont                                   |                |

### Đĩa đơn
| Singles | Singles                  | Singles     |
| ------- | ------------------------ | ----------- |
| Năm     | Tựa                      | Phòng thu   |
| 2013    | เด้งเด้งเด้ง Deng Deng Deng | -           |
| 2017    | อย่าแผ่ว Ya Phaew          | Music Cream |
| 2017    | อยากสวย Yak Suay         | Music Cream |

### Ca khúc nhạc phim
| Soundtrack | Soundtrack                           | Soundtrack                                                         | Soundtrack | Soundtrack | Soundtrack                           |
| ---------- | ------------------------------------ | ------------------------------------------------------------------ | ---------- | ---------- | ------------------------------------ |
| Năm        | Ca khúc                              | Phim                                                               | Notes      | Notes (2)  | Cùng với                             |
| 2004       | ฝากดินกลิ่นดาว Fak Din Klin Dao         | ฝากดินกลิ่นดาว Fak Din Klin Dao                                       | Drama      | Thai       | Sarawut Martthong                    |
| 2005       | เข้ามาใกล้ๆ Khaw ma kli kli            | ตลาดน้ำดำเนินฯ...รัก Taladnaam Dumnern                                | Drama      | Thai       | -                                    |
| 2012       | ของรักของหวง korng ruk kong haung     | ต้มยำลำซิ่ง Tom Yum Lum Sing                                          | Drama      | Thai       | -                                    |
| 2012       | รักแท้ไม่มีจริง Ruk Thae Mai Me Jing      | The Sixth Sense สื่อรักสัมผัสหัวใจ The Sixth Sense Seu Rak Sampad Haujai | Drama      | Thai       | -                                    |
| 2013       | เพลงที่เขียนไม่จบ Pleng Ti Khien Mai Cob | จิตสัมผัส 3D The Second Sight 3D                                      | Movie      | Thai       | -                                    |
| 2013       | ใจอ่อน Falling In Love                | Only God Forgives                                                  | Movie      | Hollywood  | -                                    |
| 2014       | เก็บด้วยน้ำตา Keb Dauy Nam tar          | เลือดมังกร ตอน หงส์ LueadMungKorn - Hong                              | Drama      | Thai       | -                                    |
| 2016       | เถียนมีมี่ Thien Mi Mi                   | เถียนมีมี่ รักเธอชั่วนิรันดร์ Thien Mi Mi Ruk Ther Chaw Ni Ran               | Drama      | Thai       | -                                    |
| 2016       | เสือ ชะนี เก้ง Suea Chani Keng          | อย่าชะล่าใจ Xya Chala Jai                                            | Sitcom     | Thai       | Tanatat Chaiat & Pongsak Rattanapong |

### MV
| Music Videos | Music Videos         | Music Videos              | Music Videos |
| ------------ | -------------------- | ------------------------- | ------------ |
| Year         | Song                 | Singer                    |              |
| 2003         | พูดทำไม Phud Tham-mai | Popetorn Soonthornyanakij |              |

## Xuất hiện trên truyền hình thực tế
- The Face Thailand (Mùa 1) - Mentor với Metinee Kingpayom & Chermarn Boonyasak
- The Mask Singer